# Maria Helena Semedo
Pour les articles homonymes, voir Semedo.
Maria Helena Semedo, née le 29 mai 1959 au Cap-Vert, est une économiste et femme politique cap-verdienne. Elle est la directrice générale adjointe, coordonnatrice ressources naturelles  de l’Organisation des Nations unies pour l'alimentation et l'agriculture (FAO). 
Elle a tour à tour été, ministre, parlementaire et fonctionnaire internationale.
Elle apparaît sur la liste des premières femmes ministres par pays pour le Cap-Vert.

## Formation
Maria Helena Semedo est diplômée d'économie, de l'Institut supérieur d'économie et de gestion ISEG – Lisbonne, Portugal.

## Carrière

### Ministre et parlementaire
Maria Helena Semedo a rempli plusieurs fonctions ministérielles dans son pays.
- 1993-1995 : ministre de la Pêche, de l'Agriculture et de l'Animation rurale (1993-95) - Ministre coordonnatrice du Comité permanent inter-États de lutte contre la sécheresse dans le Sahel (CILSS) : responsable de la restructuration du CILSS (1993-1997)
- 1995-1998 : ministre des Affaires maritimes - Président de la Conférence ministérielle sur la coopération halieutique entre les États africains riverains de l'océan Atlantique, Cap-Vert
- 1998-2001 : ministre du Tourisme, des Transports et de la Mer, Cap-Vert
- 2001-2003 : membre du Parlement du Cap-Vert, vice-présidente de la Commission économique

### Fonctionnaire internationale
Elle entre à la FAO en 2003 comme représentante au Niger.
- En 2008, elle est nommée représentante régionale adjointe pour l’Afrique, représentante sous-régionale pour l’Afrique de l’Ouest représentante de la FAO au Ghana
- En 2009, elle est nommée sous-directrice générale, représentante régionale, bureau régional pour l’Afrique – Accra, Ghana
- Depuis juin 2013, elle est directrice générale adjointe, coordonnatrice ressources naturelles de la FAO nommée par M. José Graziano da Silva, directeur général de la FAO.